# Bundesstraße 77
Pour les articles homonymes, voir B77 et Route 77.
La Bundesstraße 77 (abrégé en B 77) est une Bundesstraße reliant Schleswig à Itzehoe.

## Localités traversées
- Schleswig
- Kropp
- Büdelsdorf
- Rendsburg
- Jevenstedt
- Legan
- Hohenwestedt
- Itzehoe